# Упълномощен да убива
„Упълномощен да убива“ е шестнадесетият филм от поредицата за Джеймс Бонд и вторият, последен с Тимъти Долтън в ролята на агент 007. Сценарият за филма е оригинален, но в него са използвани сцени от произведенията на Иън Флеминг „Живей, а другите да умрат“ и „Само за твоите очи“ (разказа „Уникалната Хилдебрант“).

## Сюжет
Внимание:  Текстът по-долу разкрива сюжета на произведението (или части от него)!
Феликс Лейтър, най-добрият приятел на Бонд, ще се жени. Малко преди сватбата Феликс успява да арестува най-опасния наркотрафикант в Южна Америка — Франц Санчес. Въпреки това чрез подкуп от 2 млн. долара Санчес успява да избяга. Злодеят решава да отмъсти на Лейтър, и точно на сватбения ден Феликс е отвлечен и ужасно осакатен, а съпругата му е брутално убита.
На свой ред Бонд също иска да си отмъсти за приятеля си, но „M“ забранява намесата на разузнаването в частно дело. Бонд е лишен от статута си на „агент 00“ и неговият „лиценз да убива“ е анулиран, но въпреки това Бонд решава да действа. Благодарение на съвпадение Бонд успява да проникне в организацията на Санчес и да спечели доверието ѝ. Сега агент 007 трябва да направи последната крачка – да унищожи своя личен враг.

## В ролите
| Актьор           | Роля                                                                                             |
| ---------------- | ------------------------------------------------------------------------------------------------ |
| Тимъти Долтън    | Джеймс Бонд                                                                                      |
| Робърт Дейви     | Франц Санчес, най-големият дилър на наркотици в Южна Америка                                     |
| Давид Хедисон    | Феликс Лейтър, агент на ЦРУ, дългогодишен приятел на Бонд                                        |
| Кери Лоуъл       | Пам Бувие, бивш пилот на армия на САЩ и агент на ЦРУ                                             |
| Талиса Сото      | Лупе Ламора, приятелка на Санчес                                                                 |
| Антъни Зербе     | Милтън Крест, главният помощник на Санчес                                                        |
| Робърт Браун     | „М“, шефът на МИ-6                                                                               |
| Кэролайн Блис    | мис Мънипени, секретарка на „М“                                                                  |
| Десмонд Левелин  | „Q“, началник на техническия отдел на МИ-6, създател на много невероятни устройства за агент 007 |
| Франк МакРей     | Шарки, приятел на Джеймс Бонд и Фелиск Лейтър                                                    |
| Еверет Макгил    | Ед Килифер, агент на DEA („Управление на борбата с наркотиците“), подкупен от Санчес             |
| Уейн Нютън       | професор Джо Батчер, телепроповедник, помощник на Санчес                                         |
| Бенисио дел Торо | Дарио, личен помощник на Санчес                                                                  |
| Антъни Старк     | Труман-Лодж, финансов съветник на Санчес                                                         |
| Педро Армендариз | президентът Хектор Лопез                                                                         |
| Присила Барнс    | Дела Чърчил, булката на Феликс Лейтър                                                            |
| Дон Страуд       | полковник Хелър, ръководител на служба безопасност на Санчес                                     |

## Музика на филма
По време на създаването на филма композиторът Джон Бари е сериозно болен, поради което саундтракът към филма е написан от известния американски композитор Майкъл Кеймън. Режисьорът Джон Глен решава, че Кеймън пише музика в стила на Бари.
Първоначално е планирано „главната“ песен да се изпълни от Ерик Клептън, но в крайна сметка създателите на филма избират американската певица Гладис Найт. Песента „Licence to Kill“ е една от най-дългите по време от всички песни на „бондиана“.

## Интересни факти
- Смята се, че прототипът на „Франц Санчес“ е диктаторът Мануел Нориега в Панама.
- Заснемането се провежда в Мексико (Мексико, Акапулко, Мексикали и Толука), и в САЩ (Флорида). По време на снимките в Мексико Албърт Броколи е болен и за продуцент на филма е назначен Майкъл Уилсън.
- Актьорът Робърт Дейви получава ролята на злодея Санчес по препоръка на Тина, дъщерята на Албърт Броколи. За постигане на реален образ на „наркобос“ Дейви специално обучава речта си, добавяйки колумбийски акцент.
- Разговорът между Бонд и „M“, в която шефът на разузнаването казва на Бонд, че го лишава от статута на „агент 00“, е заснет в къщата музей на Ърнест Хемингуей.
- Актьорът Давид Хедисон, който през 1973 г. участва във филма „Живей, а другите да умрат“, отново играе Феликс Лейтър в „бондиана“. По време на снимките на една сцена близо до църква въжето за безопасност се къса и възрастният актьор, тогава на 61 години, пада на тротоара. Сериозно ранен при инцидента, Хедисон е принуден да прекрати участието си във филма.
- Специалистите по грим и специални ефекти правят сцената на „експлозията на главата“ на Милтън Крест толкова реалистична и ужасна, че на режисьора Джон Глен му се налага да ореже силно този епизод на филма, за да се избегнат проблеми с цензурата.

1. ↑  www.boxofficemojo.com //  Box Office Mojo.   Посетен на 16 юли 2023 г.